# Jalen Smith
Jalen Smith (Portsmouth, 16 maart 2000) is een Amerikaans basketballer die speelt als power forward.

## Carrière
Smith speelde collegebasketbal voor de Maryland Terrapins voordat hij deelnam aan de NBA Draft in 2020. Hij werd als 10e gekozen in de eerste ronde door de Phoenix Suns.. Hij maakte zijn NBA-debuut op 23 december tegen de Dallas Mavericks. Op 15 februari 2021, nadat Smith slechts in zijn rookie-seizoen slechts in 8 wedstrijden had mogen spelen, werd Smith ondergebracht bij de Agua Caliente Clippers in de NBA G League. Amper 11 dagen later, op 26 februari 2021, werd Smith echter al teruggeroepen naar Phoenix. Smith maakte dan toch nog speelminuten bij de Phoenix Suns. 
Na ook eerder beperkte speeltijd in het begin van het seizoen 2021/22 besliste Phoenix om de optie voor een 3e contractjaar niet te lichten en zo werd Smith op 10 februari 2022 geruild voor Torrey Craig een toekomstigde draftkeuze naar de Indiana Pacers. In de loop van dat seizoen was Smith bij de Pacers goed voor een gemiddelde van 13,4 punten in 22 wedstrijden waarna Smith voor 2 jaar zijn contract kon verlengen bij de Indiana Pacers. Hoofdcoach Rick Carlisle noemde Smith een belangrijke deel van de toekomst van Indiana. Smith begon het seizoen 2022/23 dan ook als basisspeler. In de loop van het seizoen zou Smith toch weer als wisselspeler uitgespeeld worden. Ook in het seizoen 2023/24 werd Smith voornamelijk uitgespeeld als backup voor Myles Turner.
In de zomer van 2024 tekende hij als vrije speler bij de Chicago Bulls.

## Statistieken
| Legenda | Legenda                | Legenda | Legenda                 | Legenda | Legenda               |
| ------- | ---------------------- | ------- | ----------------------- | ------- | --------------------- |
| WG      | Wedstrijden gespeeld   | WS      | Wedstrijden als starter | MPW     | Minuten per wedstrijd |
| 2P%     | Twee-punterpercentage  | 3P%     | Drie-punterpercentage   | VW%     | Vrije-worppercentage  |
| RPW     | Rebounds per wedstrijd | APW     | Assists per wedstrijd   | SPW     | Steals per wedstrijd  |
| BPW     | Blocks per wedstrijd   | PPW     | Punten per wedstrijd    | Vet     | Hoogste in carrière   |

### Regulier seizoen
| Seizoen  | Team           | WG  | WS | MPW  | 2P%  | 3P%  | FW%  | RPW | APW | SPW | BPW | PPW  |
| -------- | -------------- | --- | -- | ---- | ---- | ---- | ---- | --- | --- | --- | --- | ---- |
| 2020/21  | Phoenix Suns   | 27  | 1  | 5,8  | 44,0 | 23,5 | 71,4 | 1,4 | 0,1 | 0,0 | 0,2 | 2,0  |
| 2021/22  | Phoenix Suns   | 29  | 4  | 13,2 | 46,0 | 23,1 | 76,9 | 4,8 | 0,2 | 0,2 | 0,6 | 6,0  |
| 2021/22  | Indiana Pacers | 22  | 4  | 24,7 | 53,1 | 37,3 | 76,0 | 7,6 | 0,8 | 0,4 | 1,0 | 13,4 |
| 2022/23  | Indiana Pacers | 68  | 31 | 18,8 | 47,6 | 28,3 | 75,9 | 5,8 | 1,0 | 0,3 | 0,9 | 9,4  |
| 2023/24  | Indiana Pacers | 61  | 14 | 17,2 | 59,2 | 42,4 | 69,2 | 5,5 | 1,0 | 0,3 | 0,6 | 9,9  |
| Carrière | Carrière       | 207 | 54 | 16,5 | 51,7 | 33,5 | 74,0 | 5,2 | 0,8 | 0,3 | 0,7 | 8,5  |

### Playoffs
| Seizoen  | Team           | WG | WS | MPW | 2P%  | 3P%   | FW%  | RPW | APW | SPW | BPW | PPW |
| -------- | -------------- | -- | -- | --- | ---- | ----- | ---- | --- | --- | --- | --- | --- |
| 2020/21  | Phoenix Suns   | 6  | 0  | 3,0 | 50,0 | 100,0 | 0    | 0,8 | 0,2 | 0   | 0   | 0,8 |
| 2023/24  | Indiana Pacers | 7  | 0  | 6,0 | 37,5 | 50,0  | 62,5 | 2,0 | 0,3 | 0,3 | 0,1 | 1,9 |
| Carrière | Carrière       | 6  | 0  | 3,0 | 50,0 | 100   | 0    | 0,8 | 0,2 | 0   | 0   | 0,8 |